# Rhodoferax bucti
Rhodoferax bucti es una bacteria gramnegativa perteneciente al género Rhodoferax. Descrita en el año 2019. Su etimología se refiere a la Universidad de Tecnología Química de Pekín (abreviado BUCT). Se ha aislado de agua dulce del río Chishui, China. Se describe como una bacteria inmóvil. Las colonias en agar R2A muestran pigmentación entre anaranjado-marrón. Temperatura de crecimiento entre 15-35 °C, óptima de 25 °C. Catalasa positiva y oxidasa negativa.